# Ateuchus striatulum
Ateuchus striatulum är en skalbaggsart som beskrevs av Preudhomme de Borre 1886. Ateuchus striatulum ingår i släktet Ateuchus och familjen bladhorningar. Inga underarter finns listade.